# Francavilla Calcio 1989-1990
Questa pagina raccoglie le informazioni riguardanti il Francavilla Calcio nelle competizioni ufficiali della stagione 1989-1990.

## Rosa
| N. |                   | Ruolo | Calciatore                 |
| -- | ----------------- | ----- | -------------------------- |
|    | Italia (bandiera) | C     | Damiano Bettinelli         |
|    | Italia (bandiera) | C     | Ciro Caccavale             |
|    | Italia (bandiera) | D     | Marco Ciannavei            |
|    | Italia (bandiera) | A     | Fabio Contestabile         |
|    | Italia (bandiera) | A     | Luigi Di Baia              |
|    | Italia (bandiera) | D     | Ugo Di Federico            |
|    | Italia (bandiera) | P     | Sandro Di Vicoli           |
|    | Italia (bandiera) | C     | Massimo Falconi            |
|    | Italia (bandiera) | D     | Attilio Franchella         |
|    | Italia (bandiera) | C     | Marco Garbi                |
|    | Italia (bandiera) | D     | Silvio Vittorio Giampietro |
|    | Italia (bandiera) | D     | Claudio Grimaudo           |
|    | Italia (bandiera) | D     | Salvatore Guastella        |
|    | Italia (bandiera) | C     | Giovanni Ivano Guerra      |
|    | Italia (bandiera) | D     | Gabriele Ioannoni          |
|    | Italia (bandiera) | D     | Roberto Marcangeli         |

| N. |                   | Ruolo | Calciatore           |
| -- | ----------------- | ----- | -------------------- |
|    | Italia (bandiera) | D     | Fabrizio Masciangelo |
|    | Italia (bandiera) | C     | Emilio Mazzucco      |
|    | Italia (bandiera) | P     | Marco Onesti         |
|    | Italia (bandiera) |       | Orfanelli Loris      |
|    | Italia (bandiera) | A     | Francesco Palmieri   |
|    | Italia (bandiera) |       | Patricelli Fiorenzo  |
|    | Italia (bandiera) | C     | Maurizio Pellegrino  |
|    | Italia (bandiera) | C     | Pierluigi Persiani   |
|    | Italia (bandiera) | D     | Massimo Peveri       |
|    | Italia (bandiera) | D     | Vincenzo Prochilo    |
|    | Italia (bandiera) | C     | Paolo Rachini        |
|    | Italia (bandiera) | D     | Vincenzo Scioletti   |
|    | Italia (bandiera) | A     | Alessandro Susi      |
|    | Italia (bandiera) | A     | Alessandro Toffoli   |
|    | Italia (bandiera) | C     | Alessandro Toti      |

## Risultati

### Campionato

#### Girone di andata
| 17 settembre 1989 1ª giornata | Francavilla | 1 – 0 | Monopoli |  |

| 24 settembre 1989 2ª giornata | Siracusa | 1 – 0 | Francavilla |  |

| 1º ottobre 1989 3ª giornata | Francavilla | 1 – 2 | Catania |  |

| 8 ottobre 1989 4ª giornata | Perugia | 2 – 1 | Francavilla |  |

| 15 ottobre 1989 5ª giornata | Francavilla | 0 – 1 | Palermo |  |

| 22 ottobre 1989 6ª giornata | Ischia Isolaverde | 2 – 2 | Francavilla |  |

| 29 ottobre 1989 7ª giornata | Francavilla | 1 – 1 | Taranto |  |

| 5 novembre 1989 8ª giornata | Salernitana | 5 – 2 | Francavilla |  |

| 12 novembre 1989 9ª giornata | Francavilla | 1 – 2 | Casarano |  |

| 19 novembre 1989 10ª giornata | Sambenedettese | 0 – 0 | Francavilla |  |

| 26 novembre 1989 11ª giornata | Francavilla | 0 – 0 | Giarre |  |

| 19 dicembre 1989 12ª giornata | Torres | 0 – 1 | Francavilla |  |

| 10 dicembre 1989 13ª giornata | Francavilla | 1 – 1 | Casertana |  |

| 17 dicembre 1989 14ª giornata | Francavilla | 1 – 1 | Brindisi |  |

| 30 dicembre 1989 15ª giornata | Campania Puteolana | 3 – 0 | Francavilla |  |

| 7 gennaio 1990 16ª giornata | Fidelis Andria | 3 – 0 | Francavilla |  |

| 14 gennaio 1990 17ª giornata | Francavilla | 0 – 1 | Ternana |  |

#### Girone di ritorno
| 28 gennaio 1990 18ª giornata | Monopoli | 1 – 1 | Francavilla |  |

| 4 febbraio 1990 19ª giornata | Francavilla | 1 – 1 | Siracusa |  |

| 11 febbraio 1990 20ª giornata | Catania | 0 – 0 | Francavilla |  |

| 18 febbraio 1990 21ª giornata | Francavilla | 0 – 3 | Perugia |  |

| 4 marzo 1990 22ª giornata | Palermo | 2 – 0 | Francavilla |  |

| 11 marzo 1990 23ª giornata | Francavilla | 1 – 0 | Ischia Isolaverde |  |

| 18 marzo 1990 24ª giornata | Taranto | 2 – 1 | Francavilla |  |

| 25 marzo 1990 25ª giornata | Francavilla | 0 – 2 | Salernitana |  |

| 1º aprile 1990 26ª giornata | Casarano | 3 – 2 | Francavilla |  |

| 8 aprile 1990 27ª giornata | Francavilla | 2 – 0 | Sambenedettese |  |

| 14 aprile 1990 28ª giornata | Giarre | 4 – 0 | Francavilla |  |

| 29 aprile 1990 29ª giornata | Francavilla | 1 – 1 | Torres |  |

| 6 maggio 1990 30ª giornata | Casertana | 2 – 0 | Francavilla |  |

| 13 maggio 1990 31ª giornata | Brindisi | 1 – 0 | Francavilla |  |

| 20 maggio 1990 32ª giornata | Francavilla | 2 – 1 | Campania Puteolana |  |

| 27 maggio 1990 33ª giornata | Francavilla | 1 – 2 | Fidelis Andria |  |

| 3 giugno 1990 34ª giornata | Ternana | 1 – 1 | Francavilla |  |